# 大阪公立大学工学部

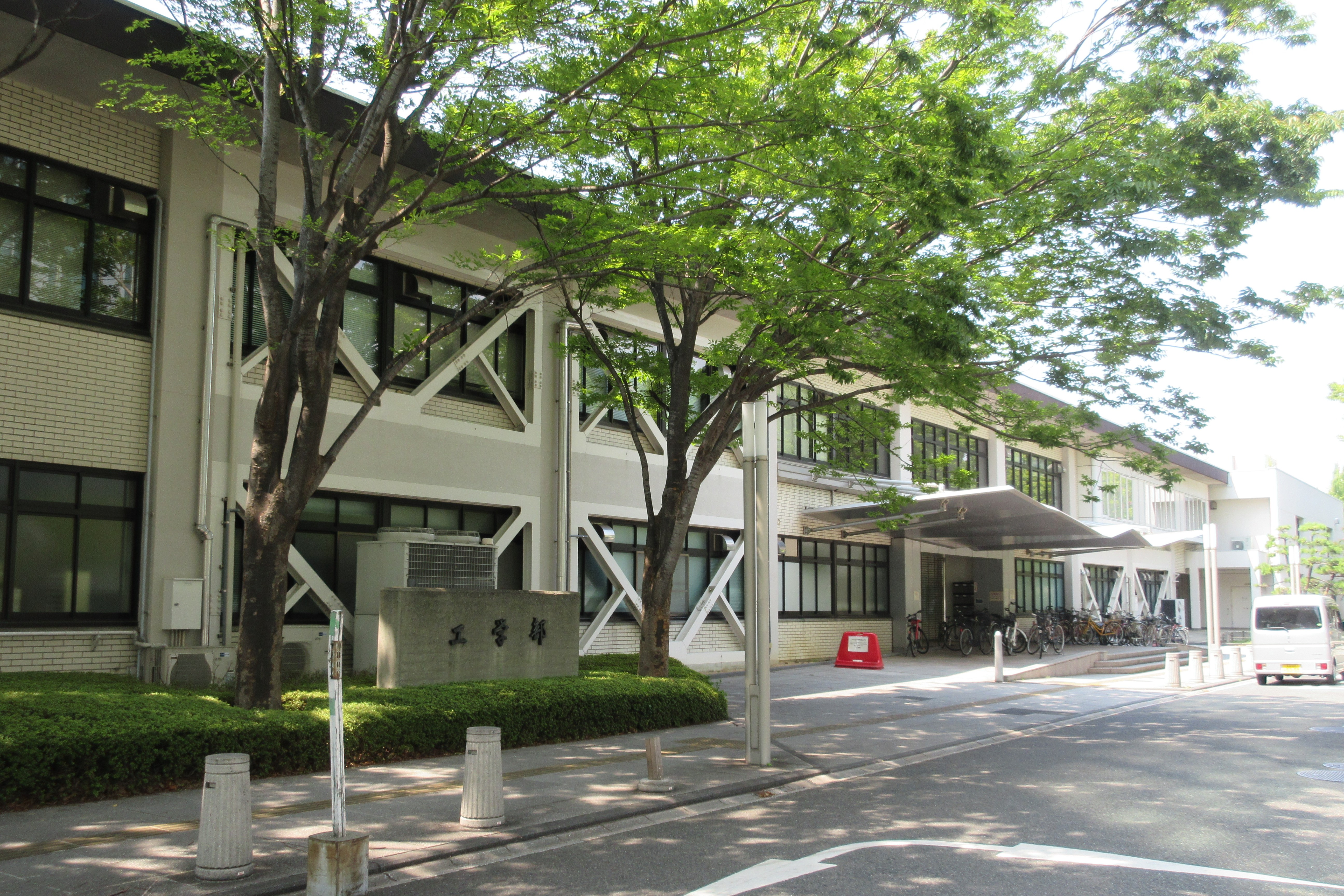
大阪公立大学工学部棟

大阪公立大学工学部（おおさかこうりつだいがくこうがくぶ、英称:College of Engineering）は、大阪公立大学に設置されている学部の一つである。
所在地は、大阪公立大学中百舌鳥キャンパス（大阪府堺市中区学園町1番1号）。

## 沿革
- 1939年、大阪府立大学工学部の前身、官立大阪工業専門学校設立。
- 1943年、大阪府立化学工業専門学校設立。大阪市立大学工学部の前身となる大阪市立都島高等工業学校も開校。
- 1949年、大阪工業専門学校、大阪府立化学工業専門学校が大阪獣医畜産専門学校、大阪農業専門学校などともに浪速大学に再編。浪速大学が工学部を設置。都島高等工業学校が大阪商科大学 (旧制)などとともに再編し、大阪市立大学創設。理工学部を北野校舎(北区南扇町・元北野小学校)に設置。
- 1955年、浪速大学が大阪府立大学に改称。
- 1959年、大阪市立大学理工学部を理学部・工学部に再編。工学部では応用物理学科・応用化学科・機械工学科・電気工学科・建築学科・土木工学科の6学科を設置。
- 1990年、大阪市立大学工学部で従来の6学科に加え、生物応用化学科と情報工学科の2学科を設置。8学科となる。
- 1999年、大阪市立大学工学部で従来の8学科に加え、知的材料工学科と環境都市工学科の2学科を設置。10学科となる。
- 2005年、大阪府立大学が法人化。さらに大阪女子大学、大阪府立看護大学と統合。大阪市立大学工学部は2学科の名称を変更。生物応用化学科がバイオ工学科、土木工学科が都市基盤工学科となる。
- 2009年、大阪市立大学工学部は従来の10学科編成から機械工学科・電子・物理工学科・情報工学科・化学バイオ工学科・建築学科・都市学科の6学科へ再編。
- 2012年、大阪府立大学では学部、学科を廃止し、4学域13学類による学域制に移行。工学部は大阪府立大学工学域となる[3]。工学域は入学試験が中期日程しか存在しないという特徴を持つ[4]。工学域ではまず、入試時に3つの学類に分かれる。そして2年次に、1つの学類につき、さらに3つずつ存在する課程に分かれるという仕組みになっている。
- 2013年、大阪市立大学工学部で情報工学科が電気情報工学科に名称変更。
- 2022年、大阪府立大学と大阪市立大学が合併し大阪公立大学が発足。大阪府立大学工学域と大阪市立大学工学部は大阪公立大学工学部へ統合。

## 学科概要

### 航空宇宙工学科
旧大阪府立大学工学域機械系学類航空宇宙工学課程
流体力学、構造力学、推進工学、制御工学、宇宙環境利用工学、システム工学などを教育研究の専門領域とし、航空宇宙工学分野の基盤的技術に立脚して人類の持続可能な発展と地球環境の保全との調和をめざす先端的工学分野を開拓し、未来をになう人材を育成する。

#### 学習内容
- 流れ学
- 気体力学
- 航空機構造力学
- 航空宇宙システム設計
- 熱力学
- 航空推進工学
- 制御工学
- 航空宇宙工学
- 軽構造工学
- 宇宙情報通信工学
- 航空宇宙誘導制御
- 航空流体力学
- 材料力学
- 宇宙航行力学
- 航空機力学
- 熱流体力学
- 振動工学
- 宇宙環境利用工学
- 航空宇宙情報処理
- 計算流体力学
- システム工学
- 宇宙推進工学　等[5]

#### 学習目的
航空宇宙の専門分野を深く極め、全地球的な視野から物事を総合的に考える能力、およびシステムデザイン能力を育成する。

#### 研究室
- 航空宇宙流体力学・新井研究室

超音速混合問題、超音速乱流境界層、境界層と衝撃波の干渉、システム統合、計測法の研究や、宇宙航空機用空気吸込み式エンジンの開発を行っている。
- 航空宇宙構造工学・千葉研究室

航空宇宙構造物の構造解析、振動、ダイナミックス、振動制御に関連した研究を行っている。
- 航空宇宙構造工学・石田研究室

構造解析、形態解析、計算固体力学、逆解析や最適設計の研究を行っている。
- 航空宇宙推進工学・比江島研究室

次世代高速航空宇宙機の推進系に関する研究を行っている。
- 航空宇宙システム工学・辻井研究室

GNSSを用いたセンチメートル・レベルの測位や精密姿勢推定、また慣性航法装置（INS）との複合による有人・無人航空機の航法装置の研究を行っている。
- 航空宇宙制御工学・下村研究室

航空機・宇宙機・宇宙構造物の動力学・運動学を解析するとともに、従来の飛行制御・構造制御の枠組を最新のシステム制御理論の発展にあわせ再構築、ならびに、航空宇宙工学の視点からシステム制御理論そのものの研究を行っている。
- 宇宙工学・小木曽研究室

複合材料構造物の信頼性に基づく最適設計、自律ロボットのための視覚システムとしての物体認識および物体の運動推定、航空機の設計の支援システムに関する研究を通して、複合領域の最適設計に関する研究を行っている。
- 宇宙工学・中村研究室

宇宙環境変動とそれが人工衛星や宇宙ステーションなどの宇宙システムに及ぼす 影響評価と耐性技術の研究開発を行っている。

### 海洋システム工学科
旧大阪府立大学工学域機械系学類海洋システム工学課程
海の自然を理解し、その自然を壊すことなく海を利用し豊かな人間社会に貢献するために、海という自然システムと、海を利用する人工システムを統合する学問の構築を目指した研究を行っている。 

#### 学習内容
- 材料力学
- 海洋空間利用工学
- 船舶流体力学
- 浮体運動学
- システム設計工学
- 海洋環境学
- 海洋資源工学
- 海洋物理学
- 構造力学
- 流体力学
- 振動工学
- システム工学
- 海洋計測
- 海洋生態工学
- 海洋情報処理　等[6]

#### 学習目的
海洋における人工システムに関する研究、開発、設計、生産を担う人材、また海洋環境の計測、保全、創造に寄与できる人材を育成する。 

#### 研究室
- 有馬研究室

ヒューマンファクターに関する研究と主翼独立制御型水中グライダーの開発を目的とした海中ロボット工学の研究を行っている。
- 片山研究室

滑走艇や多胴型高速船のコンセプトデザインおよび要求される性能の提案、船舶・海洋構造物の安全性に関する研究を行っている。
- 馬場研究室

外洋から内湾まで海洋の生物学的な環境をマリンエコシステムとして捉え、これに関する現象の解明から工学的な環境創造までを目的とした研究を行っている。
- 深沢研究室

波浪荷重や船体応答の非線形性、スラミングによるホイッピング振動等を考慮した荒天中を航行する船舶の動的構造応答や、流体中におかれた膜構造体のFEMによる大変形解析、渦格子法とFEMとを結合させたヨットのセールの構造流体相関解析などを行っている。
- 山崎研究室

黒鉱型海底熱水鉱床、コバルト・リッチ・クラスト、メタンハイドレート等の深海底資源の開発を実現するための研究を行っている。
- 新井研究室

海域環境モニタリングや海洋資源開発に関する先端的センシング技術の開発および計測信号から有意な情報を抽出する情報処理アルゴリズムの開発を行っている。
- 柴原研究室

コンピュータシミュレーションによる船舶・海洋構造物や、自動車車両や橋梁等に代表される溶接構造物を含む構造物全般の構造信頼性解析、各種輸送機器に適用可能な事故時崩壊挙動解析を行っている。
- 坪郷研究室

実験が困難な大型船舶・大型浮体式海上空港などのシミュレーションに基づいた設計について研究を行っている。
- 中谷研究室

「海の環境予報」を行うことを目指し、環境を修復する手法や、環境シミュレーション手法などの研究を行っている。
- 二瓶研究室

海事流体力学に関わる研究を行っている。

### 機械工学科
旧大阪市立大学工学部機械工学科および旧大阪府立大学工学域機械系学類機械工学課程
マイクロマシン、パーソナルモビリティ、福祉ロボット、次世代自動車、燃料電池、環境保全システム、植物工場などの最先端の機械システムの研究を行い、機械技術者の育成を目指す。

#### 学習内容
- 機械工作
- 機械設計製図
- 流体力学
- 機械力学
- システム制御学
- エネルギー変換工学
- 環境工学
- 工学倫理
- 機械設計
- 材料力学
- 熱力学
- 加工原理
- システム設計工学
- 生産システム工学
- 環境保全工学　等[7]

#### 学習目的
機械工学全般の基礎学理・基礎知識を身に付け、機械システム、エネルギーシステムの高度機能化・知能化・高信頼性に対応した専門知識を修得する教育を行う。 

#### 研究室
- 材料力学研究グループ

材料や構造物が動的、あるいは衝撃的な力を受けた時の変形挙動の解明を目的とした研究を行っている。
- 機械設計工学研究グループ

固体の力学的挙動に関する諸問題の解析的研究と形態設計や材料設計等に関する最適化問題に関する研究を行っている。
- バイオ生産システム工学研究グループ

生物の工業的生産にかかわるプロダクションの企画及び設計、プロダクトとしての生物の解析や生産に関する研究を行っている。
- 機械生産工学研究グループ

機械製品の設計・生産システムの自動化、高度化、知能化、自律分散化を目的とした研究開発を行っている。
- 機械計測工学研究グループ

工学的計測から科学的計測を対象に、新しい計測手法の開発を行っている。
- システム制御学研究グループ

進化型計算手法や最適制御手法などに基づく理論的、実験的研究を行っている。
- 機械力学研究グループ

人にやさしい機械作りを目指した研究を行っている。
- 伝熱工学研究グループ

エネルギー機器の複雑な熱流動現象の実験的解明と数値シミュレーションに関する基礎研究やその応用研究を行っている。
- 動力工学研究グループ

基盤的燃焼現象の解明を行い、得られた新しい知見を体系化するとともに、これらを基礎としてこれまでにない高度な燃焼技術の確立を目指して研究を行っている。
- 流体工学研究グループ

分子レベルの流れ、変形する界面を有する複雑な流れなど、様々な流れの力学の研究を行っている。
- エネルギーシステム工学研究グループ

エネルギーシステムをより良く設計・運用・制御し、適切に状態監視・診断するための解析・最適化手法の開発と応用に関する研究を行っている。
- 環境工学研究グループ

環境工学と熱流体工学の視点から熱・物質移動現象に関する研究を行っている。
- 環境保全学研究グループ

汚染物質の高効率分解処理技術開発と大型装置の実用化を目指した世界最高水準の研究を行っている。

### 建築学科
旧大阪市立大学工学部建築学科

### 都市学科
旧大阪市立大学工学部都市学科

### 電子物理工学科
旧大阪市立大学工学部電子・物理工学科および旧大阪府立大学工学域電気電子系学類電子物理工学課程
エレクトロニクス社会のためのナノテクノロジー、ナノサイエンスに関連した幅広い世界最先端の研究、高い独創性と物理、電子技術の素養を持った研究者、技術者の育成を行っている。

#### 学習内容
- 統計物理学
- 電磁気学
- 電子物理計測
- 非線形力学
- 気体エレクトロニクス
- 半導体エレクトロニクス
- 磁性・超伝導
- 集積回路デバイス
- 光エレクトロニクス

- 電子回路
- 結晶物理工学
- 量子力学
- 電磁波・光学
- 固体エレクトロニクス
- 光デバイス
- 量子デバイス
- ナノエレクトロニクス 等[8]

#### 学習目的
基礎的、物理的側面に力点を置いた教育を行い、幅広い物理的視野と電子技術の素養をもった、高い創造牲を発揮できる人材を育成する。

#### 研究室
- 量子物性研究グループ

いかに磁気の根源である電子スピンを操り、量子力学的なスピンの特性を読み解くか」という基礎物理学的な問題に取り組むと同時に、「ハードディスクデバイスを中心とする情報処理技術の限界を突破する」という産業界の要望に応えることを目指してスピン物性の解明とそのデバイス応用の研究を行っている。
- ナノ光物性研究グループ

レーザー光によるナノ物質のマニピュレーション、半導体ナノ粒子・薄膜の作製と評価、光合成における光エネルギー輸送の機構解明、ナノ光アンテナを使った光エネルギーの捕集と変換、半導体調薄膜による超高速光スイッチの研究を行っている。
- 有機半導体工学研究グループ

有機材料の光物性、電子物性、およびその工学的応用に関する研究、また有機材料の実用化または高性能化を目指した研究を進めている。
- ナノデバイス研究グループ

カーボンナノチューブに代表されるナノカーボンを利用し、ナノ空間を自在に操る道具を作り、それを利用してナノ電気機械デバイスの構築を目指した研究を行っている。
- プロセス物理研究グループ

ナノデバイス、ナノ・マイクロマシン、バイオチップの作製を目的としたリソグラフィ、エッチング、成膜などの微細加工プロセス技術の研究を行っている。
- 量子・光デバイス工学研究グループ

デバイスの高効率化・実用化を目指しつつ、光技術の限界を突破する新たな技術基盤の創成を目指して、プラズモニクス、ナノフォトニクス、レーザー応用、医療工学応用をキーワードに、基礎からデバイス応用まで含めた幅広い研究を進めている。
- 機能デバイス物性研究グループ

固体物理と半導体物性を基礎に、より知的な、安全・安心・創エネルギー、省エネルギーに貢献する子デバイスの創成を目指して新物質の開発、物体の組み合わせによる新物性、サイズ、形状の利用、新デバイス動作原理の構築などを指針として研究を行っている。
- シリコンフォトニクス研究グループ

フォトニック結晶を用いたシリコンフォトニクス分野で、シリコンレーザー、バイオセンサー、微細加工技術、高機能シリコンフォトニクス素子、フォトニック結晶ナノ共振器、光通信用世界最小波長フィルターなどの研究を行っている。
- 表面界面物性研究グループ

デバイス構造による界面物性の理解、および、界面制御による電子デバイスへの新機能付与、また、表面現象を制御するツールとしてデバイス構造を用いるという、基礎科学的に新しい方法論「電界効果表面科学」の確立を目指した研究を行っている。

### 情報工学科
旧大阪府立大学工学域電気電子系学類情報工学課程
マルチメディア情報処理技術の開発、アルゴリズム設計、並列コンピューティング、ファジィ理論、データマイニング、進化シミュレーション、交通システム、インターネット取引など大規模システムの分析など最先端の情報科学分野の教育・研究を行っている。

#### 学習内容
- 情報理論
- 論理演算工学
- 計算機アーキテクチャ
- 計算理論
- オートマトンと形式言語
- データ構造とアルゴリズム
- システムプログラム
- プログラミング言語
- ソフトウェア工学

- 信号処理論
- メディア情報処理
- ネットワーク工学
- システム工学
- データ解析
- 数理計画法
- 意思決定理論
- 計算知能
- 知覚情報処理 等[9]

#### 学習目的
情報処理技術に関する基礎的知識と、その応用能力を身につけ、幅広い人間性と倫理観を持った技術者・研究者の育成をめざす。

#### 研究室
- ソフトウェアシステム研究グループ

アルゴリズムやモデリングなど情報科学を基礎とした知能ソフトウェアの開発と応用に関する研究を行っている。
- 知的ネットワーキングサービス

新世代の知的情報ネットワークの実現を目標とし、新たな網アーキテクチャ、ネットワーク制御方式、さらにアプリケーション高度化技術に関する研究を行っている。
- 知能メディア処理研究グループ

文字、画像、図表、映像、音楽などで構成される複合情報メディアを、誰でもどこでも簡単に利用できるような知的なメディアに変貌させるための、様々な情報処理に関する研究を行っている。
- 知的信号処理研究グループ

人間の運動機能を実現する知的制御系の設計と、人間のパターン認識能力を実現する知的パターン認識システムの設計と応用に関する研究を行っている。
- 並列分散処理研究グループ

マルチコアCPUやGPUを用いた並列プログラミングによる計算の高速化と、アドホックネットワーク環境での分散アルゴリズムを研究している。
- 社会情報学研究グループ

情報工学に関する諸問題について、確率・統計論に基づいてモデルを構築し、種々のデータに含まれる有用な情報を抽出することや、その問題の特性とより効率的な解を理論的に導出・提案することにより問題解決をはかる。
- 人間情報システム研究グループ

クラスター分析法と多変量解析法の融合手法によるデータベースからの知識発見、認知モデルの理論研究、磁気共鳴画像法での記憶機能解明のためのデータ解析などの研究を行っている。
- 計算知能工学研究グループ

ファジィ理論や進化計算などに代表される計算知能を用いて、進化型多目的最適化や多目的知識獲得、マルチエージェントシステムなどに関する研究を行っている。
- 知的アルゴリズム研究グループ

効率的なアルゴリズムを設計・解析するための計算機科学の基礎理論と、それらにもとづくデータマイニングや自然言語処理などの現実問題を知的に解決するアルゴリズムを研究している。
- 医療看護情報システム研究グループ

医療や看護などの公共的なサービスを提供する情報システムについて研究する。これからの公共サービスをデザインする情報システムを、周辺領域（経営、組織マネジメント、その他の基礎技術）の知識も組み込んで考察する。

### 電気電子システム工学科
旧大阪市立大学電気情報工学科および旧大阪府立大学工学域電気電子系学類電気電子システム課程
エネルギーシステムやエコカー、ロボット、光・無線技術の融合された次世代ネットワークやマルチメディア応用システム、生産システムなど、次世代革新技術を創出する分野の教育と研究を行っている。

#### 学習内容
- 電気電子システムプログラミング
- 電気回路
- オペレーションズリサーチ
- 電気電子計測
- パワーエレクトロニクス
- 電力工学
- 制御工学
- 生産システム
- 通信システム
- 光波電子工学
- 符号理論
- 通信工学特殊講義
- 電磁気学
- 電子回路
- ディジタル信号処理
- 電子機器工学
- エネルギー工学
- 電力システム工学
- システム最適化
- 通信網工学
- 電磁波工学
- 情報理論
- 電気応用設計　等[10]

#### 学習目的
国際化・情報化に対応できる能力と広い視野および高い倫理観を培うとともに、電気システム、情報通信、およびシステム設計・運用法に関する技術を幅広く修得させ、豊かな人間性と柔軟な創造力をもって問題解決に取り組んでいける人材を育成する。

#### 研究室
- モータドライブシステム研究グループ

小形・高効率・低騒音モータやハイブリッド自動車・電気自動車用モータの開発とそのインテリジェントな制御システムの開発、風力・波力発電システムなど自然エネルギー利用発電システムの高性能化の研究を行っている。
- 電力システム研究グループ

システム解析と発電機の安定化制御による安全性・信頼性の向上、メタヒューリスティクスなどの知能システム技術による電力システム運用・計画の最適化と応用、およびスマートグリッドで求められる電力システム情報処理技術と電力需要の非線形予測への信号処理技術の応用、再生可能エネルギーを利用した分散型電源や電気自動車などを考慮した新しいエネルギー供給システムの基礎・応用研究を行っている。
- 電機システム制御研究グループ

電気システムそしてこれらが有機的に結合した複雑大規模なシステムを思い通りに動作・機能させるための制御法について研究、また、従来の制御の対象とは考えられていなかった不整脈や渋滞などの問題の制御の問題と捉えた研究を行っている。
- マネジメントシステム研究グループ

原材料の調達から製品の生産・流通にいたる生産活動の効率化をめざして、さまざまな状況に柔軟に対応できるマネジメントシステムの開発を行っている。
- 光機能システム研究グループ

光通信ネットワークの高効率、高機能化を目的に新規の光通信機器・デバイスの実現とそれを用いた通信・情報ネットワークの構築を目指し、「光ノード」或いは「通信機器」に対して、構成技術や特性評価技術等を研究している。センシングネットワークの研究も行っている。
- 光電波システム研究グループ

光ファイバの設計や解析、光通信路の解析、光通信方式の研究、光部品の開発、センシング技術等の研究を行っている
- 知能情報通信研究グループ

シームレスな通信環境を実現するため、低消費電力無線通信システムの開発、ソフトウエア無線技術の開発、各種通信装置のFPGA化などの研究を行っている。

### 応用化学科
旧大阪府立大学工学域物質化学系学類応用化学課程
物質を構成する分子だけでなく、その中の原子とそれらを結びつけ、化学反応をつかさどる電子の動きまでさかのぼり、新しい物質を創製するのに必要な学問を学ぶ。新物質・新素材の創製、エネルギー変換、環境浄化、バイオマテリアルの開発などを行っている。

#### 学習内容
- 分析化学
- 無機材料化学
- 触媒化学
- 電気化学
- 高分子化学
- 有機機能化学
- 生体高分子
- 環境化学
- 無機化学
- 物理化学
- 量子化学
- 有機化学
- 高分子材料化学
- 有機金属化学
- 機器分析学  等[11]

#### 学習目的
化学の基礎と応用に関する幅広い知識と確かな技術、そして豊かな人間性と深遠な倫理観を併せもつ活力のある化学技術者を育成する。

#### 研究室
- 分析化学研究グループ

数十ミクロンサイズの流路を有するキャピラリー・マイクロ流路デバイスやナノ光デバイスを用い、医療診断や薬の開発、病気に関わる問題解決に寄与できるマルチセンシング・電気泳動分析など、創薬支援・医療診断を指向した新規分析方法開発を行っている。
- 物性有機化学研究グループ

有機化合物を中心に、光反応あるいは電子移動反応による新現象の探索、機構分析、そしてその応用研究を行っている。また、常温リン光やメカノフルオロクロミズムを示す結晶など、典型元素を用いた高効率発光物質の研究を行っている。
- 無機化学研究グループ

無機化学の知識を使いながら、様々な手法で新しいセラミックス材料を合成し、新規なイオニクス素子への応用について研究している。イオンを液体中のように自在に動かすことのできる固体電解質とこれを用いた全固体電池の研究や、液相や気相の反応場を利用して、電気的、熱的、機械的、光学的、化学的性質に優れた新しい機能性膜を開発し、様々な分野へそれらを応用する研究に取り組んでいる。
- 有機機能化学研究グループ

人類の未来を豊かにする「機能性色素」の開発を行っている。特に、光エネルギーを電気エネルギーに変換する有機色素を用いた太陽電池や、低消費電力でフレキシブルなディスプレイを実現できる有機EL素子など、将来のエネルギー問題や科学技術のブレイクスルーを見据えた研究に用いる有機材料の創出に勢力を注いでいる。
- 物理化学研究グループ

太陽光や可視光に応答する新規光触媒、触媒材料を創製し、無尽蔵な太陽光の照射下でクリーンエネルギーである水素製造、環境汚染物質の浄化に関する研究を展開している。また、「環境をよくするためにはまず環境を知ることから」をモットーに、地域環境から地球環境まで、特に大気環境の現状・将来を正確に診断すべく研究を行っている。
- 合成高分子化学研究グループ

ラジカル重合による精密高分子合成を中心として、従来の常識を超える発想に基づいた反応制御や高分子構造制御の研究を行っている。ポリマーの高性能化・高機能化に適し、新しい合成手法を開拓し、それらを高性能化・高機能性ポリマー材料の設計に役立てている。
- 電気化学研究グループ

「水」及び「水素」をキーワードにして、蓄電・発電デバイスをより高性能にするための電極活物質、電解質、電極触媒などの開発ならびに燃料としての水素の効率化な製造、貯蔵、輸送のための電極触媒、水素キャリアなどの開発に取り組んでいる。
- 有機合成化学研究グループ

元素固有の特性を調査し、それを利用した高効率の有機合成法（物質変換法）の開発を目的として研究を行っている。
- 分子認識化学研究グループ

分子認識に基づいた情報の理解と発信を目的とし、生体分子や微生物の検出や、生体適合性導電材料などの研究テーマに基づいて研究を行っている。
- 生体高分子化学研究グループ

「バイオテクノロジー」と「ナノテクノロジー」の融合によって、治療や診断などの医療において有用な、新しいポリマーバイオマテリアルの開発を行っている。また、高分子化学を基礎として、体の中の特定の疾患部位（細胞）を認識して、細胞内・核内へと薬物を送り届けるドラッグデリバリーシステム（DDS）、遺伝子を細胞に送り込んで発現させる遺伝子ベクター、酵素などを利用した高感度の診断材料、等のバイオ機能ナノ材料の開発に取り組んでいる。
- 亀川研究室

触媒あるいは光触媒をはじめとする様々な機能を持つ粉末・薄膜の合成と化学反応系への適応を通し、省エネルギー・省資源・低環境負荷の実現への貢献を目指した先進材料開発に取り組んでいる。
- 児島研究室

「化学」「生物」という学問領域を超えた異分野融合によって、新規機能性材料の作製や新規バイオシステムの構築を目指している。
- 床波研究室

検出対象を標識することなく迅速かつ高感度に検出することのできる検査法の構築を目指し、被検出物質の大きさに適合したナノ・マイクロ空間を有するセンサ材料の開発に取り組んでいる。

### 化学工学科
旧大阪府立大学工学域物質化学系学類化学工学課程
化学の基礎だけでなく、物理学や生物学の基本的な考え方も学び、化学に基づく新しい科学技術を創造し、私たちの生活・社会に役に立つものにするための方法論を体系化した学問である。ナノ化学産業、バイオ、食品、医薬品、自動車産業など、幅広い分野で活躍することができる。

#### 学習内容
- ケミカルエンジニアリングプラクティス
- 化学工学量論
- 化学工学実験
- 化学工学数学演習
- 移動速度論
- 反応工学
- 粉体工学
- プロセス制御工学
- プロセス設計
- 無機化学
- 分析化学
- 化学工学熱力学
- 化学工学英語演習
- 化学工学演習
- 拡散分離工学
- 生物化学工学
- 化学装置設計
- プロセスシステム工学
- 物理化学
- 有機化学　等[12]

##### 学習目的
資源循環を総合的に含む化学プロセスの構築を基本理念とした化学工学について基礎的な幅広い専門知識を習得し、それらを統合して循環型社会の要請に応え得る応用力を備えた科学技術者を育成すること。

##### 研究室
- 微粒子工学グループ

社会に役立つ環境バイオテクノロジーを創る
微生物(バクテリア、酵母)を「生きた微粒子」として科学し、新しい技術を創出
- 資源工学グループ

液体と固体を分けるエキスパート
資源から省エネルギーで有価物を取り出したり水環境を守る新しい技術を研究
- 装置工学グループ

優れモノの「粒」・「粉」をプロデュースする
医薬品や化粧品など高機能・高性能な粉体とこれを製造する技術・装置・プロセスを開発
- 反応工学グループ

最先端バイオテクノロジーを駆使
超高性能生体触媒の開発と省資源・省エネルギーなバイオプロセスの構築
- 分離工学グループ

実用的な分離技術・プロセスを研究開発している。
微量物質からバイオマスまで広範囲に適用可能な分離材料と分離プロセスを創出
- 材料プロセス工学グループ

革新的なエレクトロニクス材料を作る。
金属・半導体・絶縁体を高機能化・高付加価値化する薄膜・ナノ粒子の効率的な化学合成プロセスを研究している。
- 環境・エネルギープロセス工学グループ

「もったいない」を価値ある資源・エネルギーへ
資源・エネルギーの最新有効利用技術を駆使して環境調和型プロセスの実現を目指す。
- ナノ化学システム工学グループ

「ナノ」と「バイオ」の融合で新しい化学工学を切り拓く。
健康長寿型の実現と環境・エネルギー問題の解消に向けたナノ化学システムを創出
- 資源循環工学研究所

低炭素排出型社会の実現に向けて学内の炭素資源の循環・ゼロエミッションかを目指す。

### マテリアル工学科
旧大阪府立大学工学域物質化学系学類マテリアル工学課程
「ものを創る」、「構造を調べる」、「特性を測る」をキーワードに活動をし、特に金属やセラミックスを対象に、マテリアル基礎から応用まで広い学問を学ぶ。地球と人に優しい材料の研究・開発を行っている。

#### 学習内容
- 物質の構造・組織
- 結晶構造解析
- 材料設計・制御
- 材料プロセス
- 材料物性
- 構造材料科学
- マテリアル工学特殊講義
- マテリアル工学外国語基礎
- マテリアル工学基礎演習
- マテリアル工学基礎実験
- 社会・産業と材料
- 物質量子論
- 材料強度
- 材料組織
- 材料化学
- 機能材料科学
- マテリアル工学卒業研究
- マテリアル工学外国語演習
- マテリアル工学演習
- マテリアル工学実験  等[13]

#### 学習目的
材料の科学と工学の基礎概念と学理を理解し、化学的基礎に基づいたものづくりに必要な材料設計理論、素材の合成技術、組織観察技術、物性や構造の評価解析技術を身に着けた、社会の高度化を担う国際性豊かな想像力あふれる人材を育成すること。

#### 研究室
- 信頼性材料研究グループ

第一原理計算による構造材料の合金設計に基づき、組織変化、相平衡、相変態のダイナミックを原子レベルからマクロレベルまでのマルチスケールで制御することで、材料プロセスを最適化して、新規機能・特性を創製・創出することを目指している。
- ナノテク基盤材料研究グループ

分子/ナノレベルで有機物質と無機物質を複合化することにより、それぞれの特性を活かした機能性材料の創出を目指している。
- 生体材料研究グループ

「快適な生活を送るために必要なセラミックス材料科学」としてセラミックスなど生体・歯科に関連するマテリアル開発研究、さらに環境関連材料や温暖化防止に向けた（重金属汚染の浄化、水質浄化、CO2分離、ガス分離・濃縮、電池関連材料などの環境触媒材料・プロセス研究）新規セラミックス合成を目標とし、最先端のセラミックスの材料合成、構造評価、特性評価から基礎・応用研究を進めている。
- 材料構造物性研究グループ

「強相関電子系」が示すふしぎな性質に関する実験的な研究を行っている。純粋に物理としての面白さを追求するとともに、強相関物理工学といった応用分野を視野に入れて、基礎学理の確立も目指している。また、カゴメ格子や三角格子など幾何学的フラストレーションを有する物質系での特異な物性の発現を目指して、新規物質の探索もしている。
- 電子機能材料研究グループ

超電導および磁性材料に重点を置いた現代の凝縮物質科学における構造的、電子および時期的な問題の範囲を主に扱っている。通常、満足のいく説明のために既存の理論に挑戦する驚くべき特性を示す強い相関のある電子システムの研究をしている。
- 社会基盤材料研究グループ

動的弾性率、交流インピーダンス、直流電気抵抗などの物性測定、X線や電子による回折実験、電子顕微鏡による直接観察などの実験手段を組み合わせて、様々な金属・合金、金属間化合物、セラミックス材料の微細組織と特性との関係を調べている。またこれらを活かして新しい高性能材料の設計・開発を試みている。
- 材料プロセス制御研究グループ

金属、セラミックス、プラスチック単体だけでなく、それらを複合化した材料のような「マテリアル」と位置付けられるすべての材料を対象としている。材料プロセスの最適化だけでなく、新たに材料プロセスを構築し、高機能・高性能な材料を創製することを目指している。また、塑性変形などを利用した物理的手法および化学反応を利用した化学的手法を用いて材料プロセスを制御するための基礎研空や応用研究を行う。
- 先端素形材・ものづくり研究グループ

材料の特性と密接にかかわる微細構造・組織を創製・制御することで、強度・硬さ特性、耐熱性、耐食性などに優れた革新的性能を有する先進金属材料の開発を目指し、基礎から応用に至る研究を行っている。
- 複合ナノ材料研究グループ

光を電気に変える光電変換機能の創出を狙いとして、電子供与性分子のカラムと電子受容性分子のカラムが名のレベルで相互介入した分子集合体、すなわち「分子ナノヘテロジャンクション」を構築し、個体基板上に配列させる技術を確立することである。また、材料のナノスケール化により高いイオン電導性を有する個体の創製、および分子性の多孔質ナノ材料により正極勝つ物質及び電解質の良好な界面の構築を目指している。
- 超高圧合成材料研究グループ

超高圧合成法を活用した機能材料開発を目指し、超高圧で合成された物質の触媒特性に着目した研究を行っている。既存の高圧合成法では得ることのできない新物質が数多く残存していることが分かり、現在までに数々の新物質の合成・新材料の開発に成功している。
- 計算材料科学研究グループ

理論計算と実験を連携させて物質の原子構造や電子状態を解明し、その物性の起源や反応機構を理解するとともに、新しい材料の設計へ応用することを目指している。

### 化学バイオ工学科
旧大阪市立大学工学部化学バイオ工学科
環境調和型のものづくりで、豊かで安全な社会へ。
- エネルギー物質化学領域

- 分子科学領域

- 化学バイオプロセス工学領域

- バイオサイエンス領域

- バイオエンジニアリング領域

- 環境材料化学グループ

　　協力研究室